# Itacuphocera borgmeieri
Itacuphocera borgmeieri là một loài ruồi trong họ Tachinidae.